# FK Ängen
FK Ängen / IK Ängen  är en av de första idrottsklubbarna inom svensk innebandy.
Klubben grundades 1976 i Bredäng, söder om Stockholm, av fritidsassistenten i Bredängsskolan Rut Holmberg och Gunnar Weichbrodt, född 25 augusti 1938. FK Ängen ändrade namn till IK Ängen efter att  Svenska Innebandyförbundet grundades den 7 november 1981, och sedan juni 2010 heter laget IK Ängen/Sätra. Stockholms Innebandyförbund grundades 2 juni 1985.

## Meriter
- 1989 spelade FK Ängen SM-final mot Kolarbyn/Fagersta IF, laget förlorade och fick silvermedalj.
- Gunnar Weichbrodt tilldelades utmärkelsen "Förtjänsttecken Brons" 95/96 av Stockholms Innebandyförbund.[3]